# Nevşehir (provins)

Karta över Turkiet med Nevşehir markerat.

Nevşehir är en provins i centrala Turkiet på 5 622 km² och med 229 830 invånare. Provinshuvudstad är Nevşehir. Andra kända städer är Göreme och Derinkuyu. Under antiken var provinsen en del av Kappadokien. Provinsen är ett populärt turistmål. I provinsen finns gamla underjordiska städer med byggnader som är runt 2500 år. Där finns även flera medeltida bysantinska kyrkor.